# Флоэ, Хайнц
Хайнц Фло́э (нем. Heinz Flohe; 28 января 1948, Ойскирхен — 15 июня 2013, там же) — немецкий футболист. Играл на позиции полузащитника.

## Карьера

### Клубная
В течение 13 сезонов Флоэ выступал за «Кёльн», в составе которого становился чемпионом и трижды обладателем Кубка ФРГ, был капитаном команды.
Летом 1979 года перешёл в «Мюнхен 1860». 1 декабря в единоборстве с игроком «Дуйсбурга» Паулем Штайнером получил тяжёлую травму — перелом обеих костей голени. Оправиться от травмы Флоэ так и не удалось, и он был вынужден завершить карьеру.

### В сборной
В сборной ФРГ Флоэ дебютировал в 1970 году, стал чемпионом мира на домашнем чемпионате в 1974 году, вице-чемпионом Европы в 1976 году. Также принимал участие в чемпионате мира-1978, где был одним из лидеров команды. В общей сложности за сборную ФРГ провёл 39 матчей и забил 8 мячей.

## Достижения
- Чемпион мира: 1974
- Вице-чемпион Европы: 1976
- Чемпион ФРГ: 1977/78
- Обладатель Кубка ФРГ (3): 1967/68, 1976/77, 1977/78

## Состояние здоровья
С начала 1990-х годов Хайнц Флоэ испытывал серьёзные проблемы с сердцем, в январе 2004 года он был прооперирован, один из сердечных клапанов был заменён на искусственный.
В мае 2010 года Флоэ перенёс тяжёлый инфаркт, до конца жизни находился в состоянии комы. В его поддержку был создан благотворительный фонд.